# Jörg Lütcke
Jörg Lütcke, né le 12 décembre 1975 à Stuttgart, en Allemagne, est un joueur allemand de basket-ball. Il évolue au poste d'arrière. 

## Palmarès
- 3e du championnat du monde 2002